# Fote Trolue
Fote Trolue, né en 1948 à Xodrë et mort le 29 avril 2024, est un juge français d'origine kanak.

## Biographie
Fote Trolue étudie le droit à la faculté de droit Montpellier et est témoin de mai 1968.
Il appartient aux Foulards rouges, mouvement de revendication kanak fondé en 1969 par Nidoïsh Naisseline. Sa traduction, dans une des langues kanak, d'un tract posant la question « Ne sommes-nous pas français? » lui vaut d’être emprisonné, car il est alors interdit de publier dans les langues kanak. Il est condamné à huit mois de prison avec sursis.
Il est nommé juge en 1983 au tribunal de Nouméa et devient le premier magistrat mélanésien,.
Il est l’un des membres du Comité des Sages en 2017,, .
Une coutume est organisée dans le palais de justice de Nouméa en son hommage en septembre 2024.

## Hommage
Fote Trolue est décoré chevalier de la légion d'honneur en 1998,.